# Nikasil
Nikasil (często niepoprawnie: nicasil) – nazwa handlowa nakładanej elektroforetycznie lipofilowej warstwy niklu i węgliku krzemu, używanej do ulepszania powierzchni elementów silników, głównie zaworów i cylindrów. Jest ona, nieco zmienionym ortograficznie, skrótowcem grupowym od słów nickel-carbide-silicon (nikiel-węglik-krzem).
Nikasil tworzy bardzo twardą powłokę ceramiczną (znacznie twardszą niż żeliwo), która w wysokiej temperaturze rozpuszcza się w stopionym niklu. Po elektroforetycznym nałożeniu na powierzchnię aluminiowego cylindra osiąga się niemal tak dobrą wytrzymałość jak w cylindrach żeliwnych lub chromowanych.
Materiał ten został wprowadzony przez przedsiębiorstwo Mahle w 1967, początkowo w silnikach Wankla montowanych w samochodach NSU Ro 80 i Mercedes C111, jako warstwa zabezpieczająca blok silnika wykonany ze stopu glinu. Pozwalał na zastosowanie jednocześnie tłoków i cylindrów ze stopu aluminium, zmniejszając tarcie. Miało to między innymi tę przewagę, że aluminiowe elementy silnika odprowadzały ciepło lepiej niż stosowane dotychczas żeliwne, co ma szczególne znaczenie w wysilonych silnikach wyścigowych.
Porsche wykorzystało tę metodę w 1970 w samochodzie wyścigowym 917 i później w 1973 w modelu Porsche 911 RS, później też w samochodach seryjnie produkowanych – choć na pewien czas dla redukcji kosztów w bazowym modelu 911 użyto powłoki Alusil. Aluminiowe cylindry pokryte nikasilem pozwoliły Porsche na wytworzenie doskonałych chłodzonych powietrzem silników o najwyższych parametrach mocy i wytrzymałości. Wyposażone weń były wszystkie Porsche 911 Turbo (1975–1989) i RS (obecnie w modelach 911). Technologię nikasilową stosuje też wielu znaczących producentów motorówek, skuterów wodnych i śnieżnych, quadów oraz motocykli.
Nikasil był stosowany szeroko w latach 1990 przez Audi, BMW, Ferrari, Jaguar Cars, Moto Guzzi. Jednak siarka zawarta w niskiej jakości paliwach stosowanych w wielu miejscach na świecie powodowała niszczenie cylindrów i kosztowne naprawy.
Nikasil i podobne powłoki są nadal szeroko stosowane w silnikach wyścigowych Formuły 1 i ChampCar. Suzuki nakłada powłokę fosforowo-krzemowo-węglikową SCEM (Suzuki Composite Electro-chemical Material), maksymalizując pojemność cylindrów i poprawiając wymianę ciepła w modelach Suzuki TL1000S, V-Strom 650 i Hayabusa.
Obecnie ze względów ekonomicznych powłoka nikasilowa jest szeroko stosowana w silnikach nie tylko wysoko wysilonych, ale także w maszynach ogrodniczych, budowlanych, motocyklach powszechnego użytku i wielu innych. Koszt wykonania cylindra z taką powłoką jest dwunastokrotnie niższy niż dla cylindra tradycyjnego (czyli aluminiowy odlew i wprasowana żeliwna tuleja). Wadą tego rozwiązania jest znacznie wyższy koszt naprawy w razie awarii (brak możliwości szlifowania takiego cylindra oraz nałożenia nowej powłoki nikasilowej bezpośrednio na zużyty materiał). Konieczne jest tulejowanie tuleją aluminiową i nałożenie warstwy nikasilu, roztoczenie cylindra o co najmniej 1 mm i nałożenie nikasilu lub tulejowanie zwykłą tuleją żeliwną. Ostatni zabieg jest możliwy tylko w silnikach nisko wysilonych.